# Louis Roos
Louis Roos est un joueur d'échecs français né le 7 décembre 1957 à Strasbourg. Il remporte le championnat de France d'échecs en 1977 et devient maître international en 1982. Il représente la France aux olympiades d'échecs en 1978 et 1980. Il participe à plusieurs reprises au Championnat de France d'échecs des clubs.

## Biographie
Roos est issu d'une famille de joueurs d'échecs française. Son père Michel Roos (1932–2002) a remporté le Championnat de France d'échecs en 1964 ; ce succès a été répété par Louis en 1977. Sa mère Jacqueline Roos (décédée en 2016) était grand maître international d'échecs par correspondance (2000), sa sœur Céline (1953–2021) était maître internationale féminine (WIM), et ses frères Jean-Luc (né en 1955) et Daniel sont Maîtres internationaux (IM).
Il remporte le championnat de France d'échecs en 1977 et devient maître international en 1982.
En 2024, il participe au championnat d'Europe d'échecs vétérans 65 ans+ par équipe, il remporte le meilleur classement des joueurs français avec 5 points sur 7.
Roos a joué pour la France aux Olympiade d'échecs :
- En 1978.
- En 1980.

## Une partie
G. Mirallès-L. Roos, Épinal, 1989,
1. d4 e6 2. Cf3 f5 3. g3 Cf6 4. Fg2 Fe7 5. 0-0 0-0 6. a4 a5 7. c3 d5 8. Ce5 Cbd7 9. Cd3 De8 10. b3 c6 11. c4 b6 12. Cf4 Fd6 13. cxd5 exd5 14. Dc2 Cb8 15. Fa3 Fxa3 16. Cxa3 Ta7! 17. Cd3 Te7 18. Tfe1 Dh5 19. Dd2 g5! 20. b4 Ce4 21. Db2 f4 22. bxa5 Te6! 23. g4 Dh4 24. f3 Th6!! 25. fxe4 Dxh2+ 26. Rf1 Fxg4 27. Cf2 f3 28. exf3 Fxf3 29. Fxf3 Txf3 30. e5 Dg3! 31. Dd2 Th1+ 32. Re2 Txf2+ 0-1.